# Сайс, Фредерике
Фредерике Сайс (нидерл. Frederieke Saeijs; род. 25 января 1979, Гаага) — нидерландская скрипачка.
Окончила Гаагскую консерваторию, где её педагогами были Лекс Корф де Гитс, Петер Брунт и Яринг Валта, и музыкальную школу Индианского университета (у Маурисио Фукса). Начиная с 1995 г. становилась лауреатом ряда национальных и международных конкурсов, увенчав эту серию первой премией Международного конкурса имени Жака Тибо в Париже (2005).
Помимо сольной карьеры, в 2001—2004 гг. выступала также в составе фортепианного трио «Зулейка».